# Francisco Ibáñez de Peralta
Francisco Ibáñez de Segovia y Peralta (Madrid, 1644 – Lima, 1712) fu un amministratore coloniale spagnolo che ricoprì il ruolo di Governatore Reale del Cile dal 1700 al 1709.